# Darren Matthews (Radsportler)
Darren Matthews (* 17. Januar 1991 in Bridgetown) ist ein ehemaliger barbadischer Radrennfahrer, der auf Straße und Bahn aktiv war.

## Sportliche Laufbahn
Bei den Commonwealth Games 2010 belegte Darren Matthews Platz 32 im Straßenrennen und wurde nationaler Meister im Einzelzeitfahren. Im Jahr darauf wurde er zweifacher barbadischer Straßen-Meister. 2012 errang Matthews bei den panamerikanischen Meisterschaften die Bronzemedaille im Scratch auf der Bahn. Bei den karibischen Meisterschaften belegte er im Straßenrennen Platz vier. Zudem gewann er 2012 das Tobago Cycling Classic. 2015 wurde er erneut barbadischer Straßenmeister.

## Doping
Nachdem Matthews 2015 bei zwei Doping-Tests anabole Steroide und andere Dopingmittel nachgewiesen worden waren, wurde er Anfang 2016 von der nationalen Anti-Doping-Kommission für vier Jahre gesperrt.

## Erfolge

### Straße
2010
- Barbadischer Meister – Einzelzeitfahren

2011
- Barbadischer Meister – Straßenrennen

2012
- Tobago Cycling Classic

2015
- Barbadischer Meister – Straßenrennen

### Bahn
2012
- Panamerikameisterschaft – Scratch

## Teams
- 2013 Start-Trigon Cycling Team